# Бушен, Артур Богданович фон
Арту́р Богда́нович фон Буше́н (1830—1876) — российский статистик, действительный статский советник.

## Биография
Родился 29 апреля (11 мая) 1830 года.
Окончил Ларинскую гимназию (1847; серебряная медаль) и юридический факультет Санкт-Петербургского университет по разряду камеральных наук (1851). Начал готовиться к магистерскому экзамену и поступил преподавателем географии в Александровский лицей.
В 1857 году поступил на службу в Министерство внутренних дел младшим редактором центрального статистического комитета, где сразу занял видное место своими знаниями и способностями. В то время в ряду реформ поставлена была на очередь и реформа официальной статистики, её организации и источников. Для этой цели признано было необходимым предварительно ознакомиться с состоянием статистического дела за границей. Бушен на два года был отправлен за границу; был в Германии, Австрии, Франции, Бельгии, Англии и Швеции, вошёл в личные сношения с главными статистическими деятелями в этих государствах и основательно изучил порученный ему вопрос. «Сведения об административной статистике во Франции и в Англии» он сообщил в «Журнале Министерства внутренних дел» (1861. — Ч. LXVI. — Кн. I). Участвовал в подготовке IV Международного статистического конгресса (Лондон, июль 1860 г.).
Вернувшись в Россию с большим запасом знания и опытности, Бушен принял деятельное участие в работах центрального статистического комитета. Он обработал 2-й выпуск «Статистических таблиц Российской Империи» (СПб., 1863), в котором сделал первую попытку научной разработки статистики раскола. Бушен определяет число всех старообрядцев и раскольников (исключая секты рационалистические и мистические) в 8 миллионов, но здесь опущена целая отрасль сект, составляющих середину между поповщиной и беспоповщиной. Это — Спасово согласие, распространенное во всех приволжских губерниях; число последователей этого «согласия» П. И. Мельников определял в 2 миллиона («Русский вестник». — 1868. — № 2). К тому же времени относится и другое сочинение Бушена: «Об устройстве источников статистики населения в России» (СПб., 1864), написанное на тему, данную Географическим обществом и центральным статистическим комитетом, и увенчанное премией.
Затем, в «Статистическом временнике Российской империи», изданном центральным статистическим комитетом (Т. I. — СПб., 1866), Бушен вместе с П. И. Бларамбергом разработал сведения о народонаселении, распределении его по сословиям и вероисповеданиям, а также о военных и морских силах.
Вскоре Бушен перешёл на службу в Министерство финансов, занимался изданием статистических сведений этого министерства, редактировал «Указатель правительственных распоряжений по министерству финансов» и первые семь выпусков «Ежегодника министерства финансов» (начиная с 1869 г.) и составил «Сборник сведений по вопросам о снабжении русских железных дорог рельсами, подвижным составом и проч. принадлежностями» (СПб., 1876).
Бушен был деятельным и видным членом Вольного экономического общества, Российского общества садоводства, но главным образом деятельность его сосредоточивалась в Императорском русском географическом обществе, действительным членом которого он был; некоторое время он состоял председателем статистического отделения общества. В «Известиях Русского географического общества» (Ч. XIV), им напечатан «Опыт исследования о древней Югре».
В середине 1860-х годов Бушен занялся публицистикой; печатался в неофициальной части «Русского инвалида» (1867 и 1868), в «Голосе», «Санкт-Петербургских ведомостях» и других изданиях.
Желая способствовать распространению правильных сведений о России за границей, Бушен издал «Bevölkerung des Russischen Kaiserreichs» (Гота, 1862), в эпоху освобождения крестьян написал на немецком же языке брошюру о крепостном населении и крестьянской реформе, которая в переводе на английский язык была в 1861 г. в присутствии автора читана в лондонском статистическом обществе и напечатана в журнале этого общества; по поводу парижской выставки 1867 года он издал «Aperçu statistique des forces productives de la Russie, annexé au catalogue spécial de la section russe de l’Exposition universelle de Paris en 1867» (Париж, 1867).
Скоропостижно умер 29 сентября (11 октября) 1876 года. Похоронен на Волковском лютеранском кладбище.

## Награды
- орден Св. Станислава 2-й ст. с императорской короной (1862)
- орден Св. Анны 2-й ст. (1864)
- орден Св. Владимира 3-й ст. (1870)
- орден Св. Станислава 1-й ст. (1872)